# Спасатели Малибу (фильм)
«Спаса́тели Малибу́» (англ. Baywatch) — американский комедийный фильм режиссёра Сета Гордона о группе пляжных спасателей, работающих на побережье Атлантического океана, которые вдруг узнают, что крупная нефтяная компания из финансовых соображений планирует разрушить побережье.

## Сюжет
В Эмеральд-Бэй, штат Флорида, лейтенант Митч Бьюкеннон (Дуэйн Джонсон) и его команда спасателей, в том числе заместитель Стефани Холден и ветеран Си Джей Паркер, защищают пляжи и залив в составе элитного подразделения, известного как «Спасатели Малибу». Митч за свою карьеру спас более 500 человек, за что он пользуется авторитетом среди отдыхающих и тем самым раздражает местного полицейского Гарнера Эллерби, а также своего начальника, капитана Торпа. Во время одного из своих утренних патрулей Митч обнаруживает маленький мешочек с наркотиками, который вынесло волнами возле Клуба Хантли, который теперь находится в собственности бизнесвумен Виктории Лидс.
На предстоящих испытаниях для набора новых спасателей выделяются три человека: сёрфер Саммер Куинн, старый друг Холден, пухленький ботан-компьютерщик Ронни, а также Мэтт Броуди, бывший олимпийский чемпион, получивший две золотых медали. Перед последними соревнованиями он изрядно напился и его вырвало прямо в бассейне, за что он получил прозвище «плавун-блевун», опустился в рейтинге на самое дно и был отправлен в Эмеральд-Бэй для общественных работ в качестве наказания.
Куинн и Ронни проходят испытания, но Броуди отказывается это делать и настаивает на том, что его статус олимпийского чемпиона даёт ему право на место в команде. Несмотря на то, что Броуди демонстрирует свои способности, помогая спасти утопающую женщину и её сына, Митч жалуется Торпу, что он непригоден для работы в команде. В свою очередь Торп настаивает на том, что восстановление его имиджа необходимо, чтобы убедить городской совет не сокращать финансирование «Спасателей Малибу».
Когда Броуди начинает тренировки под руководством Митча, он постепенно приобретает навыки работы в команде. Отряд получает радиосообщение и отправляется на спасение людей из горящей яхты. Броуди не подчиняется приказу Митча и пытается самовольно действовать, при этом чуть не утонув, его вовремя вытаскивает из воды Саммер. Большинство пассажиров яхты спасены, кроме одного, который, как выясняется, является чиновником городского совета. Митч пытается провести расследование, но Эллерби не дает ему это делать, намекая на то, что он не полицейский и это не его обязанности. Броуди поддерживает Эллерби, чем накликает на себя гнев остальной команды, которая поддерживает Митча.
На вечеринке, которую устраивает Лидс, Броуди не справляется со своей ролью наблюдателя и напивается. Митч унижает его перед толпой. Переосмыслив все, Броуди утром отправлается к Митчу и просит прощения за свой поступок, а также умоляет дать ему второй шанс. Митч соглашается и берет его с Куинн на операцию. Они проникают в городской морг, где видят двух телохранителей Лидс, которые заменяют отчет патологоанатома на сфальсифицированный, чтобы скрыть следы преступления. Саммер снимает всё на телефон, но к несчастью их обнаруживают, и один из них ломает её телефон.
Убедившись в том, что Лидс связана с наркотиками из Хантли, Митч и Броуди под прикрытием и пробираются в кухню клуба, где становятся свидетелями того, как рабочие достают наркотики из бочек с рыбой. В это время на пляже находят тело со следами укусов от акулы. Торп, разгневанный тем, что Митч по сути покинул свой пост, увольняет его и назначает Броуди новым лейтенантом. Броуди неохотно соглашается. Митч устраивается на работу в магазин продавцом сотовых телефонов.
Найдя ещё один мешочек с наркотиками на пляже, Броуди крадет отчет по второй жертве у Эллерби и передает его Куинн, которая подтверждает его подозрение об убийстве. Ронни, узнав в жертве своего друга Дейва, помогает Броуди взломать серверы Лидс, раскрыв её план по приватизации всего пляжа, систематически выкупая или уничтожая каждого конкурирующего владельца земли.
Команда проникает на частную вечеринку, проводящуюся на яхте Лидс. Они находят на дне яхты ящик с наркотиками. Броуди ловят и помещают в клетку. Злорадствующая Лидс рассказывает ему, что она подкупила Торпа, чтобы тот уволил Митча, поставив на его место более «пассивного» спасателя, который бы не стал лезть в её криминальные дела. Клетку с Броуди сбрасывают в воду. Он считает, что это конец, и теряет надежду на спасение, но тут внезапно появляется Митч и вытаскивает его.
Броди с Митчем догоняют Лидс, в то время как Ронни и Паркер используют фейерверки, чтобы не дать сесть её вертолёту. Как только они закончились, раненый Митч, намеренно ужалив себя морским ежом для поднятия уровня адреналина в крови, стреляет оставшимся фейерверком в Лидс, спасая Броуди ещё раз. Эллерби приезжает, арестовывает Торпа и приспешников Лидс. Также он приносит извинения Митчу.
Ронни и Броуди начинают отношения с Паркер и Саммер соответственно. Митча восстанавливают в должности. Он официально берет Ронни, Саммер и Броуди в отряд «Спасателей Малибу». Также он представляет их своему новому начальнику — Кейси Джин (Памела Андерсон).

## В ролях
| Актёр               | Роль                      |
| ------------------- | ------------------------- |
| Дуэйн Джонсон       | Митч Бьюкеннон            |
| Зак Эфрон           | Мэтт Броуди               |
| Приянка Чопра       | Виктория Лидс             |
| Александра Даддарио | Саммер Куинн              |
| Келли Рорбах        | Си Джей Паркер            |
| Джон Басс           | Ронни Гринбаум            |
| Ильфенеш Хадера     | Стефани Холден            |
| Яхья Абдул-Матин II | Гарнер Эллерби            |
| Роб Хюбель          | капитан Дон Торп          |
| Хэннибал Бёресс     | Дейв Тич                  |
| Белинда Перегрин    | Кармен                    |
| Джек Кеси           | Леон                      |
| Амин Джозеф         | Фрэнки                    |
| Изабель Гулар       | Эмбер                     |
| Шарлотта Маккинни   | Джулия                    |
| Оскар Нуньес        | советник Родригез         |
| Дэвид Хассельхофф   | Митч Бьюкеннон (камео)    |
| Памела Андерсон     | Кейси Джин Паркер (камео) |

## Производство

### Создание
В сентябре 2012 года было объявлено, что Роберт Бен Гарант создаст киноверсию сериала «Спасатели Малибу» для студии Paramount Pictures. 2 октября 2014 года Дуэйн Джонсон получил главную роль в фильме. Было также сообщено, что Джастин Мален настроен переписать сценарий. 23 июля 2015 года Сет Гордон был назначен режиссёром, а Джонсон планировал продюсировать фильм с Дэни Гарсиа через студию Seven Bucks Productions совместно с компанией Montecito Picture Company и Бо Флинном. После дописания сценария Дэмиэном Шенноном и Марком Свифтом было сообщено, что фильм будет иметь комедийный жанр. 10 августа 2015 года Зак Эфрон подписал контракт на главную роль в фильме, а Бо Флинн и Айван Рейтман присоединились к продюсированию с участием компании Seven Bucks Productions. 9 ноября 2015 года Deadline сообщил, что на главную женскую роль рассматриваются семь актрис: Александра Даддарио, Эшли Бенсон, Нина Добрев, Александра Шипп, Шелли Хенниг, Бьянка А. Сантос и Дениз Тонц. 18 ноября 2015 года Джонсон подтвердил, что Даддарио сыграет Саммер, спасателя и любовный интерес героя Эфрона.
4 января 2016 года назначение Келли Рорбах на роль Сиджей Паркер был подтверждено Дуэйном Джонсоном в Instagram. 20 января 2016 года Джонсоном в Instagram была опубликована ещё одна запись, что актриса Ильфенеш Хадера сыграет Стефани Холден, любовный интерес героя Джонсона. 27 января 2016 года Джон Басс присоединился к касту, чтобы сыграть танцора Ронни, который влюбляется в Паркер. 17 февраля 2016 года Приянка Чопра подписала контракт на роль антагониста в фильме. Роль была первоначально написана для мужчины. В марте 2016 года Яхья Абдул-Матин II присоединился к актёрскому составу, чтобы сыграть полицейского Эллерби, который постоянно напоминает Митчу, что у него нет реальной власти над заливом. 12 марта 2016 года, после нескольких недель слухов, певица Белинда подтвердила, что появится в фильме. Видеоблогер и звезда Vine Логан Пол объявил, что снимется в фильме, но все сцены с его участием позже были вырезаны.

### Съёмки
Основные съёмки начались 22 февраля 2016 года в городе Дирфилд-Бич, Флорида. Фильм также снимался в Майами и в городе Саванна, Джорджия. В конце марта 2016 года съёмки начались в Тайби-Айленд.

## Релиз
В январе 2016 года компания Paramount Pictures запланировала выпуск фильма в США на 19 мая 2017 года, хотя изначально эта дата была назначена для сиквела фильма «Терминатор: Генезис». В декабре 2016 года Paramount отодвинула дату выпуска фильма на неделю до 26 мая 2017 года, чтобы избежать конкуренции с фильмом «Чужой: Завет». В апреле 2017 года окончательная дата релиза была назначена на 25 мая 2017 года (на день раньше), чтобы избежать прямой конкуренции с фильмом «Пираты Карибского моря: Мертвецы не рассказывают сказки».
В Румынии фильм вышел в прокат 12 мая 2017 года, в Канаде и Бангладеш — 26 мая 2017 года, в Австралии, России и Таиланде — 1 июня 2017 года, в Израиле и Чили — 22 июня 2017 года.

### Сборы
«Спасатели Малибу» собрал 58,1 млн долларов в Соединённых Штатах и Канаде, и 119,8 млн долларов по всему миру. Общие сборы фильма составили 177,9 млн долларов при бюджете в 69 млн долларов.
В Соединённых Штатах и Канаде фильму изначально предрекали сборы примерно в 40 миллионов долларов при показе в 3 642 кинотеатрах за пятидневные выходные, а студия предсказала более консервативный дебют в размере 30 миллионов долларов. Однако, собрав 4,6 млн долларов в четверг и 5,7 млн долларов в пятницу, прогнозы были снижены до 25 млн долларов. В итоге фильм занял третье место в первые выходные после «Пиратов Карибского моря 5» и «Стражей Галактики. Часть 2», собрав 27,7 млн долларов за 5 дней.

### Критика
Фильм получил в основном отрицательные отзывы кинокритиков. На сайте Rotten Tomatoes фильм имеет рейтинг 18 % на основе 195 рецензий со средним баллом 4 из 10. На сайте Metacritic фильм имеет оценку 37 из 100 на основе 47 рецензий критиков, что соответствует статусу «в целом неблагоприятные отзывы». На сайте CinemaScore зрители оценили фильм на оценку B+, по шкале от A+ до F.
Питер Трэверс из журнала Rolling Stone дал фильму 2 звезды из 4, похвалив игру актёров, но при этом признав, что сам фильм ему не понравился. Ричард Ропер из Chicago Sun-Times дал фильму 1,5 звезды из 4, намекнув на его «мусорность».

## Продолжение
В мае 2017 года, ещё до выхода фильма, продюсер заявил о возможности съёмок сиквела.